# Jan Sonnergaard

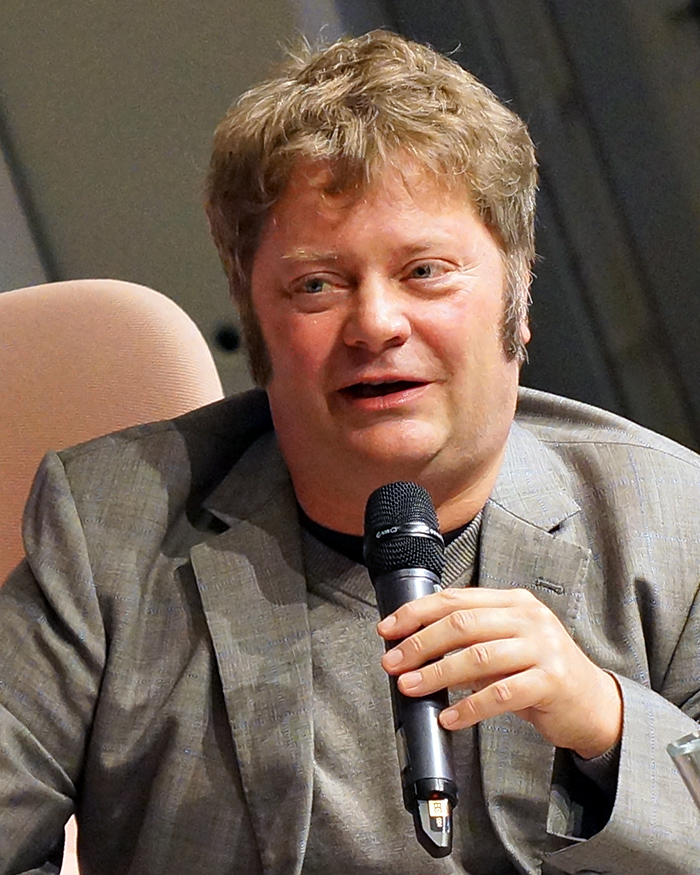
Jan Sonnergaard (2014)

Jan Sonnergaard (Kopenhagen, 16 augustus 1963 - Belgrado, 18 november 2016) was een Deense schrijver van romans, korte verhalen en toneelstukken.

## Leven en werk
Sonnergaard groeide naar eigen zeggen op in een "iets upper middle class gezin met een mooi vrijstaand huis" in Virum. Hij vestigde zich in 1982 weer in zijn geboortestad Kopenhagen, waar hij een bekende figuur werd in het stadsgedeelte Nordvest. Hij studeerde literatuurwetenschap en filosofie aan de Universiteit van Kopenhagen en bracht het jaar 1991-1992 door aan de Vrije Universiteit Berlijn. Hij verklaarde later dat hij zich al schrijver gevoeld had voordat hij een pen op papier had gezet.
In 1997 kwam zijn eerste verhalenbundel uit, Radiator. De rauwe verteltoon maakte grote indruk, waardoor zijn reputatie van 'literaire rebel' direct gevestigd was. Dit was het eerste deel van een trilogie. Het tweede deel verscheen in 2000 met als titel Sidste søndag i oktober (Laatste zondag in oktober). In 2003 verscheen het derde deel, Jeg er stadig bange for Caspar Michael Petersen (Ik ben aldoor bang voor Caspar Michael Petersen). Deze drie bundels kwamen gezamenlijk uit onder de titel Radiatortrilogien. Alleen Radiator, waarvan meer dan 100.000 exemplaren zijn verkocht, is ook in het Nederlands verschenen. In deze 'stadsverhalen' beschrijft Sonnergaard in een zeer directe en vaak provocerende taal vol geweld, alcohol en erotiek het monotone en uitzichtloze leven van 'onsympathieke hoofdpersonen' in de jaren negentig.
Hij noemde de technomuziek van Kraftwerk en het oeuvre van Proust als zijn grootste inspiratiebronnen. Zijn roman Om atomkrigens betydning for Vilhelm Funks ungdom (Over het belang van de kernoorlog voor de jeugd van Wilhelm Funk) uit 2009 beschrijft het leven van hippies en punkers, die in het Denemarken van de jaren tachtig, de periode van de Koude Oorlog, leven alsof elke dag hun laatste kan zijn. In 2013 verschenen Otte opbyggelige fortællinger om kærlighed og mad og fremmede byer (Acht opbouwende vertellingen over liefde en eten en buitenlandse steden), in 2015 gevolgd door de roman Frysende våde vejbaner (Bevriezende natte wegen).
In 1999 werd zijn eerste toneelstuk Sex, een adaptatie van een verhaal uit Radiator, in Aalborg opgevoerd. In 2006 werd een ander toneelstuk van Sonnergaard, Liv og død på Café Olfert Fischer (Leven en dood in Café Olfert Fischer) in Kopenhagen opgevoerd.
Sonnergaard overleed op 53-jarige leeftijd aan een hartaanval toen hij als writer in residence bij het Krokodil Festival in Belgrado verbleef.

## Prijzen en stipendia
- 1997 Harald Kiddes en Astrid Ehrencron-Kiddes Legaat
- 2000 LO's Cultuurprijs van de gezamenlijke Deense vakorganisaties
- 2006 Jeanne en Henri Nathansen Legaat
- 2010 Jytte Borberg Prijs.

- Bibliothèque nationale de France: cb13500677p (data)
- Gemeinsame Normdatei: 129062944
- International Standard Name Identifier: 0000 0000 4143 5490
- Library of Congress Control Number: no99068222
- Nationale Bibliotheek van Tsjechië: xx0213709
- Nederlandse Thesaurus van Auteursnamen: 243893396
- Système universitaire de documentation: 057631476
- Virtual International Authority File: 51846299
- WorldCat: E39PBJcGrv7qkPgKG7hw8yxRrq